# 阿拉坦敖其尔 (1929年)
阿拉坦敖其尔（1929年3月—2020年1月1日），男，蒙古族，出生于今内蒙古自治区通辽市科左中旗，中华人民共和国政治人物。曾任内蒙古自治区人大常委会副主任、内蒙古自治区人民政府副主席，中共八大、十二大代表，第八、九届全国政协委员。

## 生平
1947年6月加入中国共产党。